# 坂井利郎
坂井利郎（日语：／ Sakai Toshirō，1947年11月23日—），日本男子网球运动员。他曾在1974年亚洲运动会网球比赛中获得男子单打、男子双打和男子团体三个项目的金牌。